# گوین هویته
گوین هویته (انگلیسی: Gavin Hoyte؛ زادهٔ ۶ ژوئن ۱۹۹۰) یک بازیکن فوتبال اهل بریتانیا است.
وی همچنین در تیم ملی فوتبال ترینیداد و توباگو بازی کرده است.